# Ribeira de Matacães
O rio Sangue ou  ribeira de Matacães é um pequeno curso de água português do município de Torres Vedras. No seu percurso passa por Matacães e desagua na margem direita do rio Sizandro.
Segundo as lendas, a origem do topónimo ‘Matacães’ remonta ao tempo da Reconquista cristã quando a seguir à tomada de Torres Vedras aos mouros, os portugueses gritavam “mata esses cães”. 
Quanto ao topónimo ‘rio Sangue’, e ainda segundo as lendas, deve-se ao facto de os portugueses terem morto tantos mouros que o rio ficou cheio de sangue até à sua foz no Sizandro. 